# Methia jamaicensis
Methia jamaicensis là một loài bọ cánh cứng trong họ Cerambycidae.